# Nelleke Zandwijk
Nelleke Zandwijk (Hellendoorn, 18 juni 1961) is Nederlands schrijfster en beeldend kunstenaar. Haar romans zijn verschenen bij Querido.

## Biografie
Nelleke Zandwijk studeerde aan de AKI (ArtEZ Hogeschool voor de Kunsten) in Enschede, waar ze zich toelegde op grafiek en tekenen. Ze deed mee aan verschillende exposities. Ze debuteerde als schrijver in 2001 met de roman De dag van de jas. Het boek kreeg veel positieve kritieken, en er kwamen 4 herdrukken in hetzelfde jaar. Haar tweede roman, Avonturen van een uitslover verscheen in 2005. Het boek Pierenland verscheen in 2009, en werd ook zeer positief ontvangen door de kritieken. 
Het meest recente boek, Het mooiste verhaal over mijn familie verscheen in november 2018. Het boek werd gekozen als 'boek van de maand' in Vrij Nederland, en ontving lovende recensies in de dagbladen (Trouw, NRC, Volkskrant, Parool, De Limburger). Al haar boeken zijn gepubliceerd bij uitgeverij Querido. 
Naast romans schrijft ze korte verhalen en columns.
Nelleke Zandwijks verhalen en romans worden gekenmerkt door absurdisme en zwarte humor. Het draait in haar verhalen om ontwrichte families en relaties, zoals in Pierenland en Het mooiste verhaal over mijn familie. Ze heeft een tweelingzus en dit is ook een terugkerend thema in haar werk.
Ze was lid van de jury van de Nederlandse Biografieprijs 2016.
Als lid van Kunstenaarsplatform Wageningen participeert ze regelmatig in exposities en manifestaties. Daarnaast exposeert ze in haar eigen atelier en organiseert regelmatig  etscursussen.
Voordat ze ging schrijven was ze geruime tijd decor en kostuum ontwerper bij verschillende Nederlandse theaters.